# Roger of Thirkleby
Roger of Thirkleby (auch Thurkilbi oder Thurkelby) († um 12. Juni 1260) war ein englischer Richter. Er war von 1249 bis 1256 und von 1258 bis zu seinem Tod Chief Justice of the Common Bench.

## Herkunft
Roger of Thirkleby war der Sohn und Erbe von Thomas of Thirkleby, der sich nach dem Weiler Thirkleby in der Gemeinde Kirby Grindalythe im East Riding of Yorkshire nannte. 1233 besaß er Grundbesitz bei Thirkleby, Kirby Grindalythe, Newton und Swaythorpe im East Riding of Yorkshire. Er wurde Geistlicher, doch über seine Jugend und Ausbildung ist nichts bekannt. Vor September 1230 wurde er Schreiber am Common Bench. Vor Ende 1231 wurde er Schreiber des Richters William Raleigh. Für den Richter William of York hatte zuvor ein Schreiber gearbeitet, der ebenfalls Roger hieß, doch dieser Roger war wahrscheinlich Roger of Whitchester. Dennoch ist es nicht unmöglich, dass dieser andere Roger auch Thirkleby war, der so im Dienst des ebenfalls aus Yorkshire stammenden William of York an den Common Bench gekommen sein könnte.

## Dienst als Richter
Während mehrerer Gerichtsreisen zwischen Januar 1240 und November 1241 diente Thirkleby bereits als rangniederer Richter, und 1241 wurde er einmal als Richter am Common Bench erwähnt. Dennoch diente er offensichtlich weiterhin vor allem als Schreiber, ehe er im Frühjahr 1242 zum regulären Richter am Common Bench aufstieg. Nach dem Amtsverzicht von Robert of Lexinton 1244 diente er kurzzeitig als Senior Justice, ehe im Frühjahr 1245 Henry of Bath dieses Amt übernahm. Thirkleby gehörte dann bis 1249 wieder zu den rangniederen Richtern am Gericht. Er diente in den 1240er Jahren allerdings vor allem als Richter während der Gerichtsreisen durch verschiedene Grafschaften, wobei er 1243 und 1244 bereits drei Gerichtsreisen in Südwestengland leitete. Ab 1245 war er zusammen mit Henry of Bath Leiter aller Gerichtsreisen. Bei der kurzen Gerichtsreise von 1245 waren ihm in Lincolnshire, Nottinghamshire und Derbyshire mehrere Gruppen von Richtern unterstellt. Zwischen 1246 und 1249 leitete er eine umfangreiche landesweite Gerichtsreise. Als Nachfolger von Henry of Bath wurde Thirkleby im September 1249 Chief Justice of the Common Pleas. Im Frühjahr 1250 gehörte er zum Gefolge von Richard von Cornwall, als dieser nach Paris zum französischen Königshof und dann weiter zum Papsthof nach Lyon reiste. Nach seiner Rückkehr nach England leitete er von 1251 bis 1252 eine weitere Gerichtsreise. Dann legte er die Leitung der Gerichtsreisen nieder, um sich auf die Leitung des Common Bench zu konzentrieren. Dazu beriet er auch die Regierung in Fragen des Common Law. Unter anderem beriet er 1255 den Treasurer Philip Lovel, als dieser einen Streit mit der City of London hatte, deren Bürger versuchten, die Tallage genannte Steuer nicht zahlen zu müssen. Im Juli 1254 nahm er an einer Parlamentsversammlung in Oxford teil. Um eine 1252 begonnene umfangreiche Gerichtsreise abzuschließen, übernahm Thirkleby im Frühjahr 1255 als Nachfolger von Simon of Walton die Leitung einer Gruppe von Richtern. Aufgrund seiner Abwesenheit übernahm 1256 wieder Henry of Bath das Amt des Chief Justice of the Common Pleas. Zunächst wegen einer landesweiten Hungersnot und dann aufgrund der politisch unruhigen Lage ab Frühjahr 1258 wurden die Gerichtsreisen schließlich eingestellt. Eine Adelsopposition hatte von König Heinrich III. weitgehend die Leitung der Regierung übernommen und begann mit der Umsetzung von Reformen. Daraufhin kam es zu einem langjährigen Machtkampf zwischen den Baronen und dem König. Thirkleby hatte bereits 1252 den Einfluss der sogenannten Lusignans, der französischen Verwandten des Königs am Hof kritisiert, doch ansonsten hatte er sich politisch offenbar zurückgehalten. Er konnte deshalb im September 1258 wieder die Leitung des Common Bench übernehmen, wo er mit der Regierung der Barone zusammenarbeitete. 1259 gehörte er einer Kommission an, die Vormundschaftsverwaltungen vergab und Sheriffs ernannte. Er starb unerwartet um den 12. Juni 1260, fälschlicherweise soll er nach der zeitgenössischen Chronik Flores Historiarum um den 24. August gestorben sein.

## Aufbau eines Grundbesitzes, Ehe und Erbe
Ab 1252 hatte Thirkleby für sein Amt als Chief Justice ein jährliches Gehalt von 100 Mark erhalten. Während seiner langen Amtszeit konnte er einen umfangreichen Landbesitz erwerben. Bereits 1233 hatte er eine Befreiung erreicht, nach der er für seinen Grundbesitz in Yorkshire nicht zum Dienst in einer Jury herangezogen werden durfte. Während seiner Amtszeit konnte er seinen kleinen ererbten Landbesitz durch Erwerbungen im oberen Tal des River Derwent sowie in Holderness erheblich erweitern. 1247 und 1250 hatte ihm der König Privilegien für seine Güter in Thirkleby, Helperthorpe und Duffield gewährt. 1253 wurde ihm das Recht gewährt, in Driffield einen Wochenmarkt abzuhalten.
1235 oder 1236 hatte Thirkleby dem geistlichen Stand entsagt und Letice, die Witwe von William de Roscelin geheiratet. Sie war die Tochter und Erbin von Peter of Edgefield aus Norfolk. Durch die Heirat erhielt Thirkleby lebenslang Besitzrechte in Norfolk, wo er durch Landerwerb und Pacht bei Erpingham und anderen Orten einen weiteren Besitz aufbaute. Wie sein Kollege Henry of Bath erwarb er im Gebiet der Fens in Lincolnshire, wobei diese Besitzungen zu großen Teilen aus Marschland bestanden. Einen kleineren Besitz erwarb er bei Hallaton in Leicestershire. Dazu besaß er Stadthäuser in Bury St Edmunds und in Westminster. Mit seiner Frau hatte Thirkleby keine oder keine überlebenden Kinder, denn sein Erbe wurde sein Bruder Thomas. Die Besitzungen seiner Frau erbte Thomas de Roscelin, ihr Sohn aus erster Ehe. Als seine Testamentsvollstrecker hatte Thirkleby Simon, den Abt von Langley, Thomas of Heslerton und Master Roger of Heslerton eingesetzt.

## Nachwirkung
Im Gegensatz zu zahlreichen anderen Richtern seiner Zeit wurde Thirkleby nie beschuldigt, sein Amt zu seinem eigenen Vorteil missbraucht zu haben. Zahlreiche Rollen der Gerichtsreisen, die er unternahm, sind erhalten geblieben, vor allem dreizehn Rollen der Gerichtsreisen zwischen 1246 und 1249. Danach nahm er an insgesamt 51 Gerichtsreisen teil, von denen er 38 leitete. Hinzu kommen noch zwei Rollen über zwischen 1249 und 1260 erfolgte Verhandlungen vor Assize Courts, an denen Thirkleby teilnahm, sowie die erhaltenen Schriftrollen des Court of King’s Bench. Bis 1257 war Robert of Beverley sein Schreiber, der wie Thirkleby aus dem East Riding of Yorkshire stammte. Schon angesichts seiner langen Karriere, aber auch nach Einschätzung seiner Zeitgenossen gehörte Thirkleby zu den wichtigsten Richtern seiner Zeit. Der Autor der Flores historiarum bezeichnete ihn als besten Richter Englands. Mehrere Urteile von ihm wurden in Rechtsabhandlungen des 13. Jahrhunderts aufgeführt, darunter in der vermutlich von Ralph de Hengham verfassten Summa magna.